# Petra Possel
Petra Possel (Harderwijk, 3 mei 1963) is een Nederlandse radiopresentatrice, columniste, documentairemaakster en schrijfster.

## Carrière
Possel studeerde in 1985 af aan de Academie voor de Journalistiek in Kampen. Van 1992 tot 1999 werkte ze als presentatrice voor de AVRO en vanaf 2000 voor de NPS, totdat deze tien jaar later opging in de NTR. Tot de programma's die ze presenteert behoren de vaste nieuwsprogramma's evenals Kunststof en Mangiare!. Sinds 2023 is ze host van de podcast Smakelijk, een voortzetting van radioprogramma Mangiare.
Als auteur schreef Possel onder meer een biografie over schrijver Tip Marugg. Ook heeft ze diverse reisgidsen en handboeken op culinair gebied uitgebracht. Ze schreef een vaste rubriek over restaurants voor de Amsterdamse uitgave van het NRC Handelsblad tot 2022. In 2013 bracht ze haar eerste persoonlijk getinte boek uit, Vrouw in de rouw, waarin ze haar eigen ervaringen beschrijft na het overlijden van haar eerste echtgenoot. Ook werd in 2015 een boek gepubliceerd met columns over eten, De troost van eten. In 2019 verscheen een bundeling van haar serie columns over haar verhuizing van Amsterdam naar het Friese platteland onder de titel De stad uit.  De bundel Alles gaat over - Leven op het platteland uit 2021 vertelt over de veranderingen die er sinds De stad uit hebben plaatsgevonden. 